# Знаменка (Туймазинский район)
Знаменка (баш. Знаменка) — деревня в Туймазинском районе Республики Башкортостан Российской Федерации. Входит в состав Николаевского сельсовета.

## История
Дореволюционное название Сброд. Население в основном состояло из вятских переселенцев, отставных солдат.

## География

### Географическое положение
Расстояние до:
- районного центра (Туймазы): 28 км,
- центра сельсовета (Николаевка): 5 км,
- ближайшей ж/д станции (Кандры): 21 км,
- деревни Малиновка к западу: 3 км (ныне, на 2020 г. не существующей).

## Население
| 2002 | 2009 | 2010 |
| ---- | ---- | ---- |
| 3    | ↘2   | ↘0   |

Национальный состав
Согласно переписи 2002 года, преобладающая национальность — русские (100 %).